# Гориньград (заказник)
Гориньгра́д — ботанічний заказник місцевого значення в Україні. Розташований у межах Рівненського району Рівненської області, між селами Гориньград Перший та Гориньград Другий. 
Площа 8 га. Статус надано згідно з рішенням обласної ради від 05.03.2004 року № 322. Перебуває у віданні ДП «Рівненський лісгосп» (Олександрійське л-во, кв. 47, вид. 17, 18). 
Статус надано для збереження частини лісового масиву з насадженнями дуба та кількома екземплярами бука лісового. До кінця XIX ст. на цій території зростав масив букових лісів природного походження, який вирубали в 1895 році у зв'язку з будівництвом військового полігону. До нашого часу тут збереглися лише 6 буків. 
Лісовий масив розташований на мальовничих пагорбах північно-східної окраїни Рівненського плато.

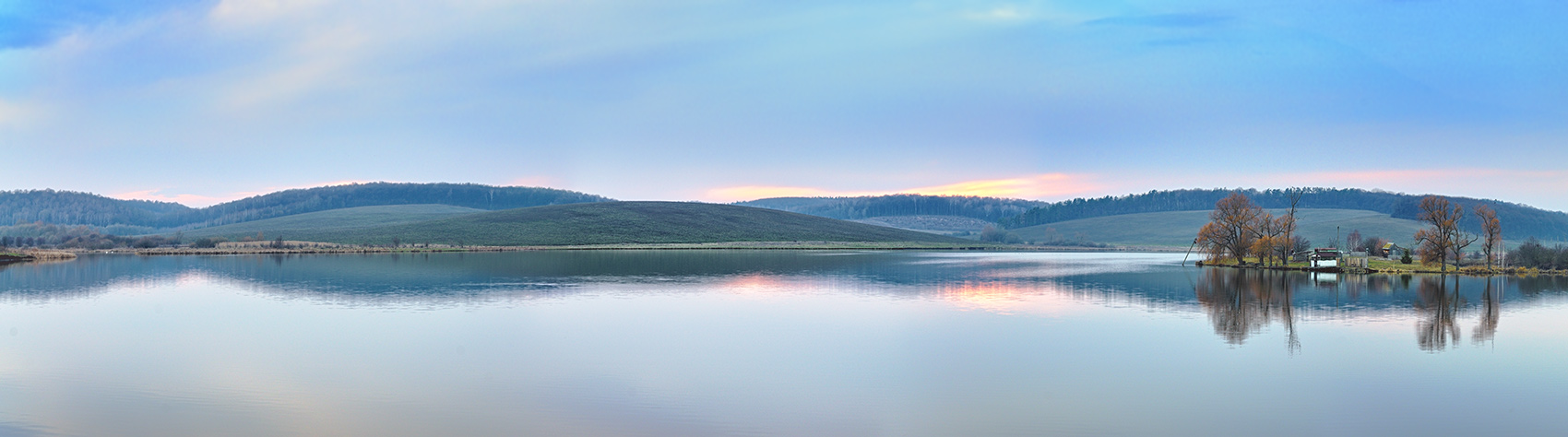
Панорама Гориньграда.Заповідні буки біля лісництва в лівому куті панорами